# Zestaponi
Zestaponi eller Zestafoni  (Georgiska: ზესტაფონი; Zestaponi) är huvudstaden i Zestaponidistriktet i västra Georgien, som är en del av Imeretien. Vid folkräkningen 2014 hade staden 20 814 invånare.
Zestaponi ligger i Kolchislåglandet, en semi-tropisk region med relativt kyliga vintrar och heta somrar. Zestaponi är ett viktigt industricentrum, med en stor ferrolegeringsanläggning för bearbetning av manganmalm i närheten av Tjiatura.

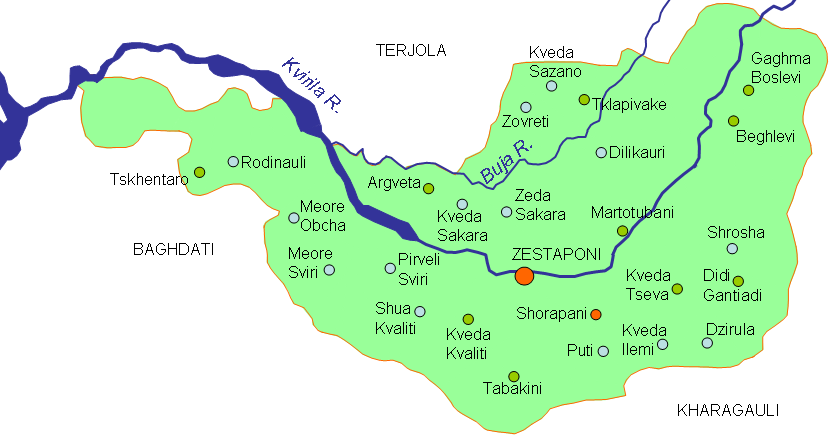
Karta över Zestaponiregionen

## Sport och kultur
Den största lokala fotbollsklubben, FK Zestaponi, spelar i den georgiska högstaligan Umaghlesi Liga. Stadion, Davit Abasjidze-stadion, byggd av ferrolegeringsanläggningen, öppnades år 1952 och efter renovering har den nu en kapacitet på 4 100 åskådare. Stadens näst största klubb, Margveti Zestaponi, håller till i Liga 3.
Författaren Boris Akunin föddes i staden. Filosofen Dimitri Uznadze föddes i den närliggande byn Sakara 1886. De berömda georgiska skådespelarna Sjalva Gjambasjidze, Usjangi Tjcheidze och Buchuti Zakariadze är också födda i staden.